# Malta con huevo
Malta con huevo (Scrambled Beer en inglés) es una película chilena dirigida por Cristóbal Valderrama y producida por Fernán Gazmuri, Alberto Fuguet y Sebastián Varela. El guion, de Valderrama y del escritor Carlos Labbé ganó el Premio Pedro Sienna 2008.
Fue presentada en el Festival del Suroeste de Estados Unidos, el 10 de marzo de 2007, y en el Festival de Cine Internacional de Transilvania de Rumania, el 30 de mayo de 2008.

## Sinopsis
Dos amigos deciden cambiarse de casa y cada uno de ellos vive su propia extraña experiencia durante el primer mes de arriendo. Vladimir (Diego Muñoz), es un escultor vago que empieza a viajar en el tiempo. Se va a acostar el día de la mudanza y despierta acostado con la novia de su amigo, tres semanas después. Hay un tipo que le quiere romper la cara sin motivo aparente alguno, y una extraña chica gótica lo amenaza de modo misterioso. Paranoico, se vuelve a acostar… ¡y despierta dos semanas antes! 
Por otro lado, Jorge (Nicolás Saavedra), su compañero de arriendo, vive su propia aventura. Es un obsesivo, maniático del control, convencido de que es un ser superior. De hecho, elabora un plan para demostrárselo a sí mismo. Con dos narradores totalmente opuestos, a medida que avanza la historia, la comedia se torna cada vez más negra.

## Elenco
- Diego Muñoz como Vladimir.
- Nicolás Saavedra como Jorge.
- Javiera Díaz de Valdés como Rocío.
- Manuela Martelli como Fedora.
- Mariana Derderián como Mónica.
- Aline Küppenheim como Bárbara.
- Patricio Díaz como Grandote, dueño de la botillería.
- Paula Bravo como Asesina de la película.
- Javiera Hernández como Víctima de la película.
- Alejandra Vega como Mesera.
- Rodrigo Salinas como Primo del Grandote.
- Álvaro Salinas como Claudio.
- Eugenio Morales como Gabriel.
- Cristina Peña y Lillo como Novia del Grandote.